# Naaktwangspinnenjager
De naaktwangspinnenjager (Arachnothera clarae) is een vogelsoort uit de familie van de nectariniidae (honingzuigers). De naaktwangspinnenjager komt alleen voor in de Filipijnen.

## Ondersoorten
Van de naaktwangspinnenjager zijn de volgende vier ondersoorten bekend:
- A. c. clarae: oostelijk Mindanao.
- A. c. luzonensis: Luzon.
- A. c. malindangensis: westelijk Mindanao en Basilan.
- A. c. philippinensis: Samar, Biliran en Leyte.